# الأسطورة (مسلسل)
الأسطورة مسلسل تلفزيوني مصري درامي عرض في شهر رمضان 2016. المسلسل من بطولة محمد رمضان، وتأليف محمد عبد المعطي وإخراج محمد سامي.

## القصة
تدور أحداث مسلسل الأسطورة حول شاب خريج كلية الحقوق يدعى ناصر (محمد رمضان) يسكن في منطقة السبتية، يسعى إلى الانضمام للسلك القضائي، ولكن نظرًا لسمعة شقيقه السيئة الذي يعمل تاجرًا للسلاح ويدعى رفاعي (محمد رمضان) يتم رفضه، ويتورط بعدها (رمضان) في الإجرام الذي يمارسه شقيقه خاصًة بعد دخول أخيه في صراعات مع تاجر سلاح كبير، فيقوم هذا التاجر بقتله وتلفيق قضية تجارة سلاح له، ليدخل (رمضان) السجن على إثر هذه القضية وتتوالى الأحداث.

## طاقم العمل
- محمد رمضان: رفاعي الدسوقي/ ناصر الدسوقي
- روجينا: حنان زوجة رفاعي
- دنيا عبد العزيز: جميلة زوجة زكريا
- عماد زيادة: العقيد ثروت
- محمد غنيم: زكريا خال ناصر ورفاعي
- محمد عبد الحافظ: عصام النمر
- أحلام الجريتلي: انتصار والدة شهد
- محمود حافظ: أمين النمر زوج سماح
- مديحة البكري: والدة تمارا
- أحمد عبد الله محمود: مرسي
- محسن منصور: سلماوي تاجر السلاح صديق ناصر
- ياسمين كساب : زينب شقيقة عصام وأمين النمر
- رجاء الجداوي: والدة مريم زوجة ناصر الجديدة
- طلعت الشريف: عزام
- هادي الجيار: مختار الدسوقي عم ناصر ورفاعي
- نسرين أمين: سماح أخت ناصر ورفاعي
- هشام عبد الحميد
- مي عمر: شهد زوجة ناصر
- عايدة رياض: عايشة زوجة زكريا
- ياسمين صبري: تمارا زوجة طارق وحبيبة ناصر القديمة
- عمر حسن يوسف: طارق زوج تمارا
- فردوس عبد الحميد: توحة والدة ناصر ورفاعي
- محمد مرزبان: وزير الداخلية
- صبري عبد المنعم: حكيم والد شهد
- دارين حداد: لى لى صديقة ناصر
- جليلة محمود
- فايق عزب: محمد النمر
- جلال الزكي: الضابط كمال[3]
- ريم مصطفي: مريم زوجة ناصر الجديدة
- وائل نجم: بدر عدو ناصر
- هاجر عفيفي

## قنوات العرض
إم بي سي مصر 

## نجاح المسلسل
أعتبر واحدا من المسلسلات التي حققت نجاحا كبيرا سواء على مستوى نسب المشاهدات، أو على الواقع بين آراء الجمهور حيث تحول المسلسل إلى ظاهرة خاصة بين باقي مسلسلات السنة، ويرجع المتابعين نجاح المسلسل إلى عدة أسباب أهمها القصة والدعاية، بل هناك من اعتبر أن بطل العمل محمد رمضان ساهم بشكل كبير في نجاح المسلسل حيث لا يتصور البعض أن يقوم شخص آخر ببطولة هذا المسلسل غيره.